# جیمی واردی
جیمی ریچارد واردی (به انگلیسی: Jamie Richard Vardy؛ زادهٔ ۱۱ ژانویهٔ ۱۹۸۷)، بازیکن فوتبال اهل انگلستان است که در پست مهاجم برای باشگاه فوتبال لستر سیتی بازی می‌کند.
وی از بهترین مهاجمان تاریخ لیگ برتر فوتبال انگلستان به شمار می‌رود.
در سال ۲۰۱۰ واردی در اولین فصل خود برای هالیفاکس‌تاون ۲۶ گل به ثمر رساند و جایزه «بازیکن سال» باشگاه را به دست آورد. باشگاه بعدی او فلیت‌وود بود، جایی که او با عملکرد عالی خود ۳۱ گل در اولین فصل خود به ثمر رساند و یک بار دیگر جایزه «بازیکن سال» باشگاه را به دست آورد.
پیشرفت واردی در سال ۲۰۱۲ با پیوستن به لسترسیتی به اوج خود رسید. واردی در فصل ۱۶–۲۰۱۵ طی ۴۱ بازی ۱۶ گل به ثمر رساند و همراه با لسترسیتی در یک اتفاق غیرمنتظره قهرمان لیگ برتر انگلیس شد. وی یک بار سابقه آقای گلی در لیگ انگلیس در سال ۲۰۲۰ را دارد و با ۱۲۵ گل زده شانزدهمین گل زن برتر تاریخ لیگ برتر انگلیس است. او نخستین بازی ملی خود را برای تیم ملی انگلیس در سال ۲۰۱۵ انجام داد. وی رکورد گل زنی در بازی‌ها پیاپی را که قبلاً با ۱۰ بازی در اختیار رود فن نیستلروی بود، شکست و آن را به یازده بازی ارتقا داد. واردی به‌خاطر نمایش تحسین‌برانگیزش در در فصل ۱۶–۲۰۱۵ از سوی انجمن فوتبال نویسان انگلیس به‌عنوان بهترین بازیکن سال لیگ برتر معرفی شد.

## دوران باشگاهی

### دوران آغازین

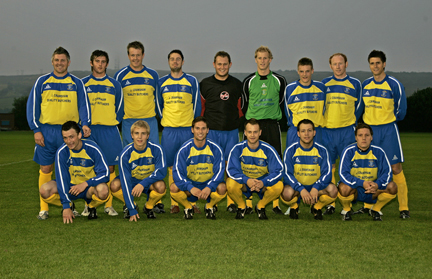
واردی با استاکزبریج پارک استیلز در سال ۲۰۰۷ (ردیف عقب، سوم از راست)

واردی در تیم جوانان شفیلد ونزدی حضور داشت اما در سن ۱۶ سالگی از این باشگاه جدا شد. او سپس در استاکزبریج پارک استیلز بازی کرد، جایی که راه خود را از طریق تیم ذخیره و وارد تیم اول انجام داد که اولین بازی خود را زیر نظر «گری مارو» در سال ۲۰۰۷ انجام داد که هفته ای ۳۰ پوند در باشگاه دستمزد دریافت می‌کرد. پس از نمایش‌های چشمگیر او در استاکزبریج پارک استیلز تعدادی از تیم‌های لیگ برتر علاقه‌مند به جذبش شدند و در سال ۲۰۰۹ او یک هفته را در تمرینات در آزمایش باشگاه کرو الکساندرا گذراند و در نهایت رد شد و خود پیشنهاد باشگاه روترهام یونایتد را رد کرد.

#### هالیفاکس تاون
در ژوئن ۲۰۱۰، نیل آسپین، مدیر تیم هالیفاکس تاون، که مدت‌ها استعدادهای واردی را تحسین می‌کرد، او را با مبلغ ۱۵۰۰۰ پوند برای باشگاه هالیفاکس تاون به خدمت گرفت. او اولین بازی خود را در ۲۱ اوت ۲۰۱۰ در بازی خانگی مقابل باکستون انجام داد و گل پیروزی را در مسابقه‌ای به ثمر رساند که با نتیجه ۲–۱ برای باشگاه جدیدش به پایان رسید. واردی اولین فصل خود را با موفقیت سپری کرد و با ۲۵ گل از ۳۷ بازی به عنوان بهترین گلزن باشگاه به پایان رسید و به عنوان بهترین بازیکن فصل انتخاب شد. در پایان فصل، او به هت‌تریک نزدیک بود، اما نتوانست به گل سوم در پیروزی ۳–۱ هالیفاکس مقابل نانتویچ دست یابد. گل‌های او به کسب عنوان قهرمانی لیگ برتر در فصل ۱۱–۲۰۱۰ به هالیفاکس تاون کمک کرد. واردی فصل ۱۲–۲۰۱۱ را با هالیفاکس آغاز کرد و در چهار بازی ابتدایی فصل سه گل به ثمر رساند.

#### فلیت‌وود تاون

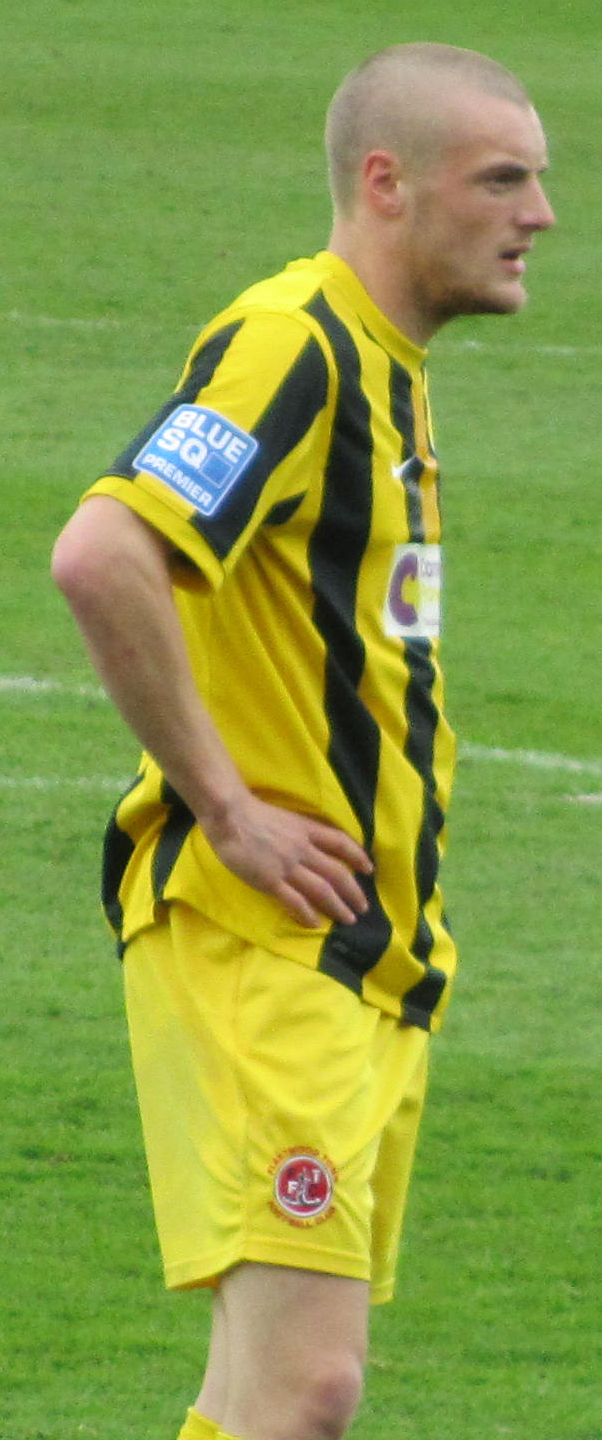
واردی در حال بازی برای فلیتوود تاون در سال ۲۰۱۲

بعد از یک سال حضور در هالیفاکس تاون، واردی با مبلغی نامشخص با باشگاه فلیت‌وود تاون قرارداد امضا کرد. او اولین بازی خود را در تساوی ۰–۰ خانگی مقابل یورک سیتی انجام داد. او اولین گل خود را برای این باشگاه در سومین حضور خود به ثمر رساند و دو گل در برد ۳–۲ خارج از خانه مقابل کترینگ تاون در ۳ سپتامبر به ثمر رساند. هفته بعد او دو گل دیگر مقابل گیتزهد در استادیوم هایبری به ثمر رساند. او برای سومین بازی متوالی دو گل زد، زمانی که در برد ۳–۱ خارج از خانه مقابل ابسفلیت یونایتد بود، اما کمی بیش از یک ماه دوباره گلزنی نکرد تا اینکه در ۱۸ اکتبر در بازی خارج از خانه مقابل آلفرتون تاون هت‌تریک کرد. در ۲۰ سپتامبر، او در پیروزی ۵–۲ خانگی مقابل کیدرمینستر هاریرس، یک کارت قرمز مستقیم دریافت کرد، مسابقه ای که در آن هر تیم بیش از یک ساعت با ده نفر بازی کرد. چهار روز پس از هت‌تریک، واردی دو گل دیگر در پیروزی ۴–۱ مقابل بات سیتی به ثمر رساند، نتیجه ای که فلیت‌وود را دو امتیاز از صدرنشین، ورکسام عقب نگه داشت.
در اولین دور جام حذفی در ۱۲ نوامبر، واردی گل دوم را در پیروزی ۲–۰ مقابل باشگاه لیگ یک وایکام واندررز به ثمر رساند. پانزده روز بعد، گل او در تساوی ۱–۱ در گیتزهد به این معنی بود که او در هر یک از شش بازی آخر خود یک گل به ثبت رسانده بود که مجموعاً ده گل در آن دوره به ثمر رساند. در ۱۳ دسامبر، واردی در پیروزی ۲–۰ در وقت اضافه فلیت‌وود بازی کرد و در دور دوم جام حذفی، ۲–۰ در خارج از خانه مقابل یئوویل تاون پیروز شد.

## دوران ملی

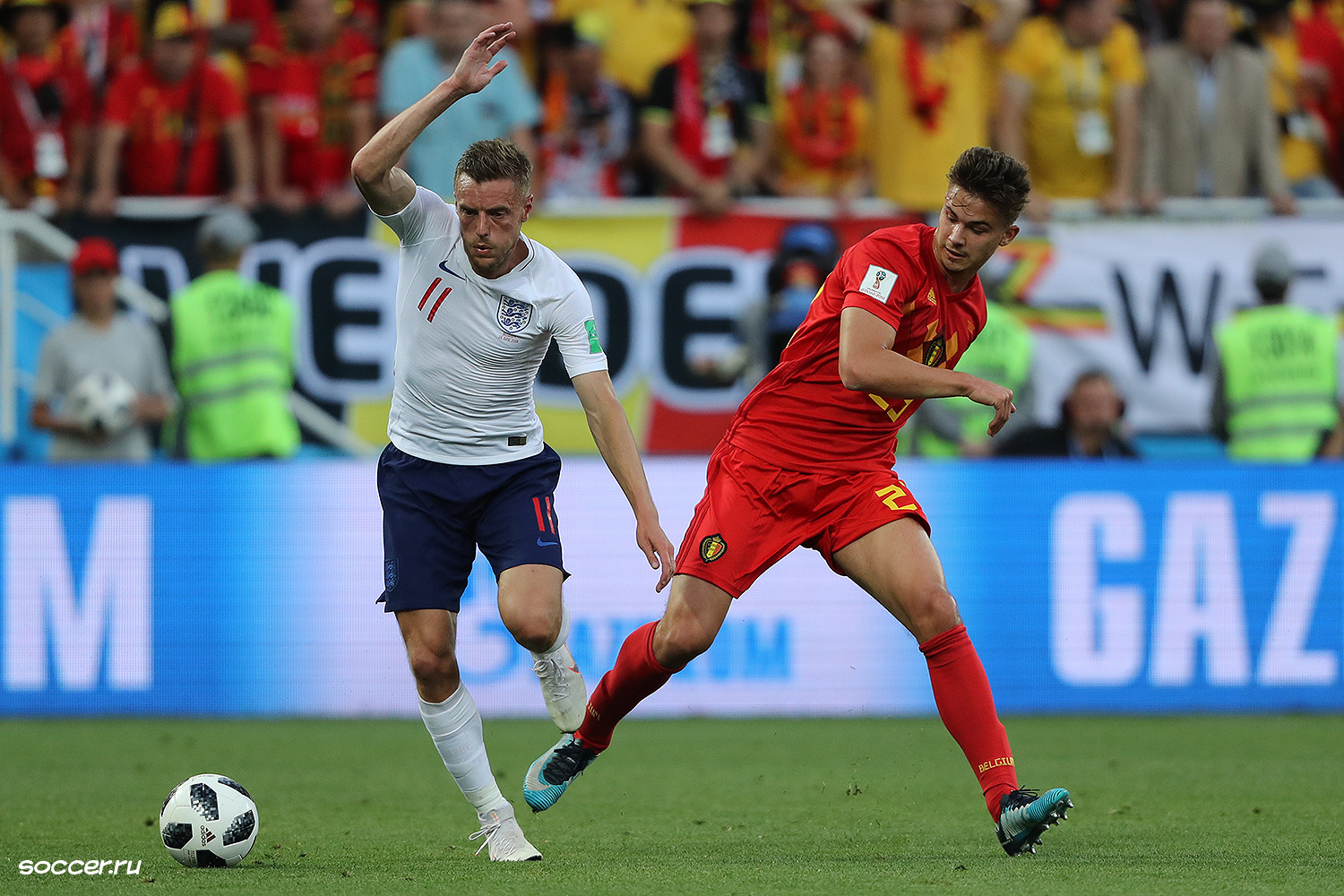
واردی در بازی تیم ملی فوتبال انگلستان مقابل بلژیک در جام جهانی ۲۰۱۸

در ۲۱ مه ۲۰۱۵، واردی برای اولین بار پیش از بازی دوستانه مقابل جمهوری ایرلند و مسابقه مقدماتی یورو ۲۰۱۶ یوفا مقابل اسلوونی، برای اولین بار به تیم ملی انگلیس دعوت شد. او اولین بازی خود را در ۷ ژوئن در تساوی بدون گل مقابل جمهوری ایرلند در ورزشگاه آویوا در دوبلین انجام داد و در ۱۵ دقیقه پایانی جایگزین کاپیتان انگلیس، وین رونی شد. در ۳۰ اوت، واردی دوباره به تیم انگلیس برای بازی‌های مقابل سن مارینو و سوئیس در مقدماتی یوفا یورو ۲۰۱۶ دعوت شد، در ترکیب اصلی انتخاب شد زیرا انگلیس با نتیجه ۶–۰ برنده شد در برابر سن مارینو در سراواله شش روز بعد. واردی اولین گل بین‌المللی خود را در ۲۶ مارس ۲۰۱۶ به ثمر رساند، و با یک پاشنه عقب از ارسال ناتانیل کلاین، به عنوان بازیکن تعویضی در پیروزی ۳–۲ خارج از خانه مقابل آلمان، گل تساوی را به ثمر رساند. او دوباره، سه روز بعد، گل اول را در شکست ۲–۱ مقابل هلند در ومبلی به ثمر رساند.
واردی اولین بازی خود در تورنمنت را در ۱۶ ژوئن، در دومین بازی گروهی انگلیس در یوفا یورو ۲۰۱۶ انجام داد، در نیمه دوم از روی نیمکت آمد تا گل تساوی را مقابل ولز به ثمر برساند و به تیمش کمک کرد تا از پشت در بازی ۲–۱ پیروز شود. در طول مسابقات، شایعات رسانه‌ای مبنی بر درگیری میان واردی و مهاجم رونی وجود داشت که توسط مدیر روی هاجسون رد شد.
او در فهرست ۲۳ نفره انگلیس برای جام جهانی فوتبال ۲۰۱۸ قرار گرفت. او در طول مسابقات به مقدار کم مورد استفاده قرار گرفت و تنها بازی مرحله گروهی آخر را مقابل بلژیک شروع کرد، زیرا تیم انگلیس برای سومین بار در تاریخ خود به نیمه نهایی جام جهانی رسید. در ۲۸ آگوست ۲۰۱۸، واردی از تیم ملی انگلیس کنار رفت و به سرمربی گرت ساوتگیت گفت که نمی‌خواهد برای انتخاب در نظر گرفته شود مگر اینکه یک بحران آسیب دیدگی وجود داشته باشد.
به هر حال هر چند واردی در تیم ملی چندان موفق نبود، ولی هرگز استارت‌های دیدنی واردی و فرصت طلبی واردی در تیم لستر سیتی فراموش نشدنی نیست. در فصل قهرمانی لستر سیتی واردی از هر فرصتی برای گلزنی استفاده کرد تا به‌طور شگفت‌انگیزی با این تیم قهرمان شود.

## افتخارات
لستر سیتی
لیگ برتر انگلیس: ۱۶–۲۰۱۵ (۱)
جام خیریه: ۲۰۲۱ (۱)
جام حذفی فوتبال انگلستان: ۲۱–۲۰۲۰ (۱)
چمپیونشیپ: ۱۴–۲۰۱۳ ، ۲۴-۲۰۲۳ (۲)